# Площадь Валерия Марченко
Пло́щадь Вале́рия Ма́рченко (укр. пло́ща Вале́рія Ма́рченка) — площадь в Подольском районе города Киева, местность Нивки.
Расположена между улицами Стеценко, Ивана Выговского, Даниила Щербаковского и Игоря Турчина.

## История
Возникла в 1950—1960 годы как площадь без названия. С 1970 года получила название Интернациональная площадь.
Современное название в честь украинского писателя, диссидента Валерия Марченко — с 2017 года.

## Транспорт
- Троллейбус: 4, 5, 16, 23, 26, 35.
- Автобусы: 14, 32, 36ТР, 90.
- Маршрутные такси: 166, 182, 223, 226, 228, 410, 437, 439, 455, 465, 518, 575, 581
- Станция метро «Нивки» (2,5 км).
- Станция метро «Сырец» (3,3 км).
- Остановочный пункт Сырец (3,3 км).

## Изображения

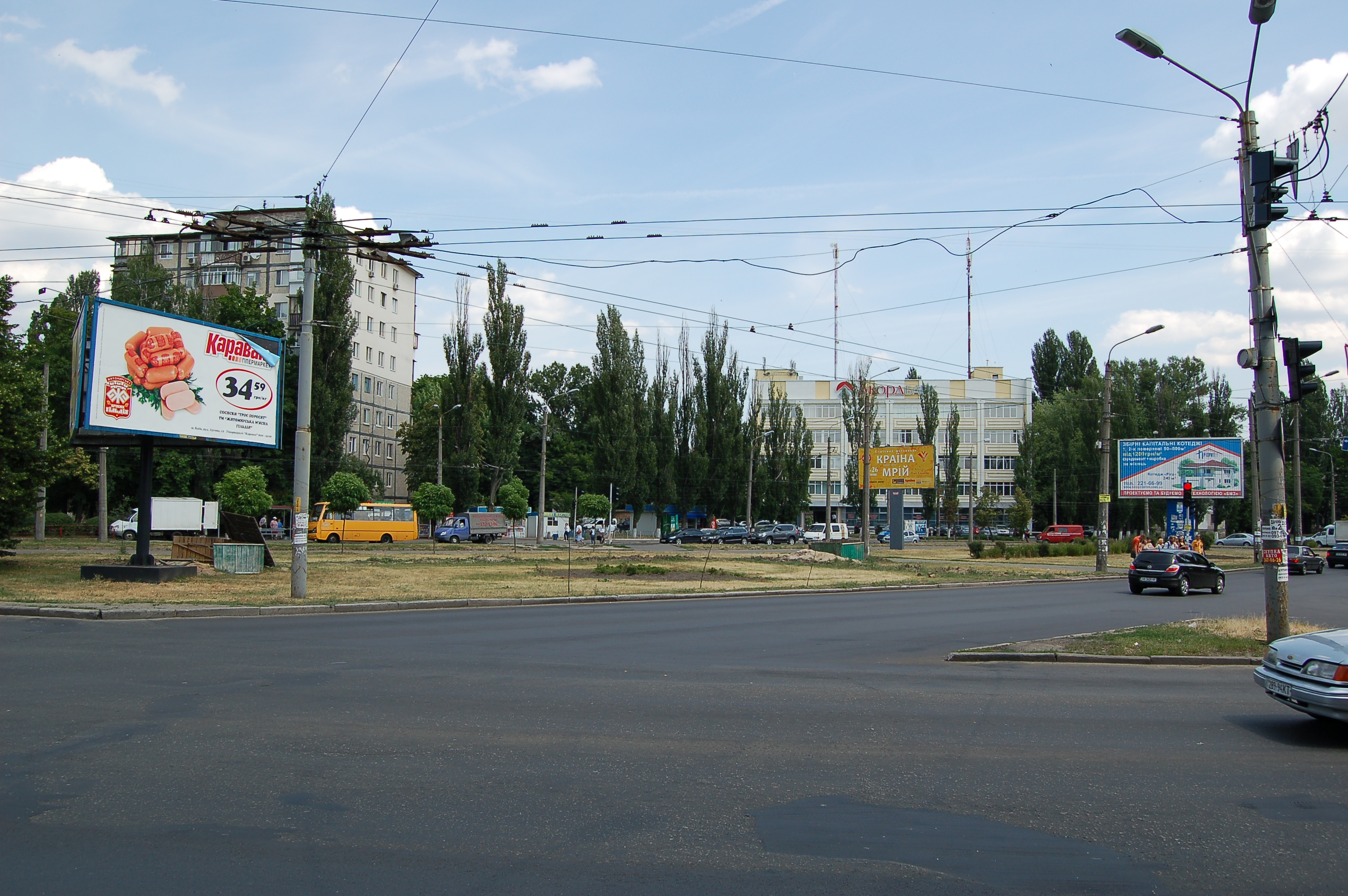
Площадь летом
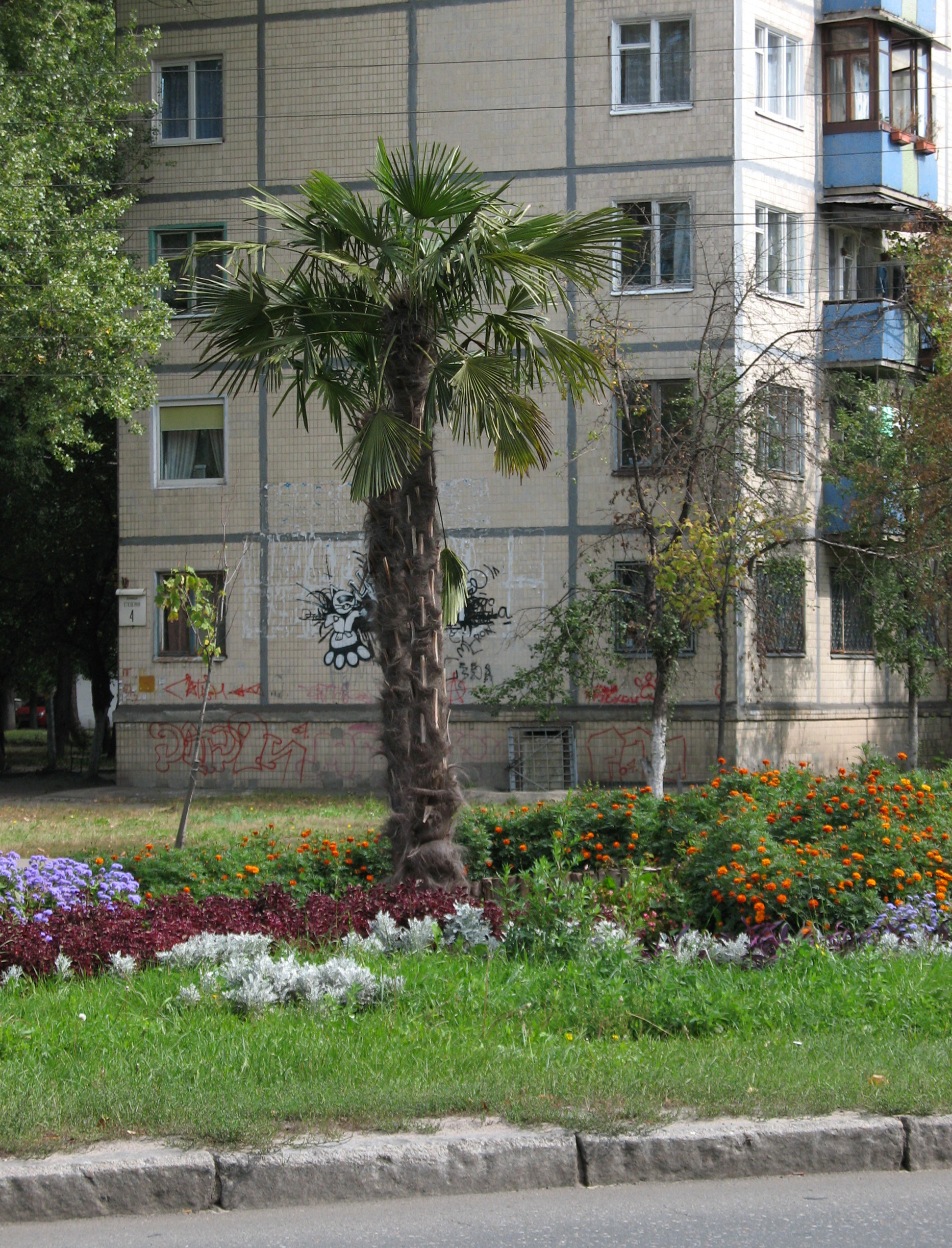
Пальма на площади Валерия Марченко
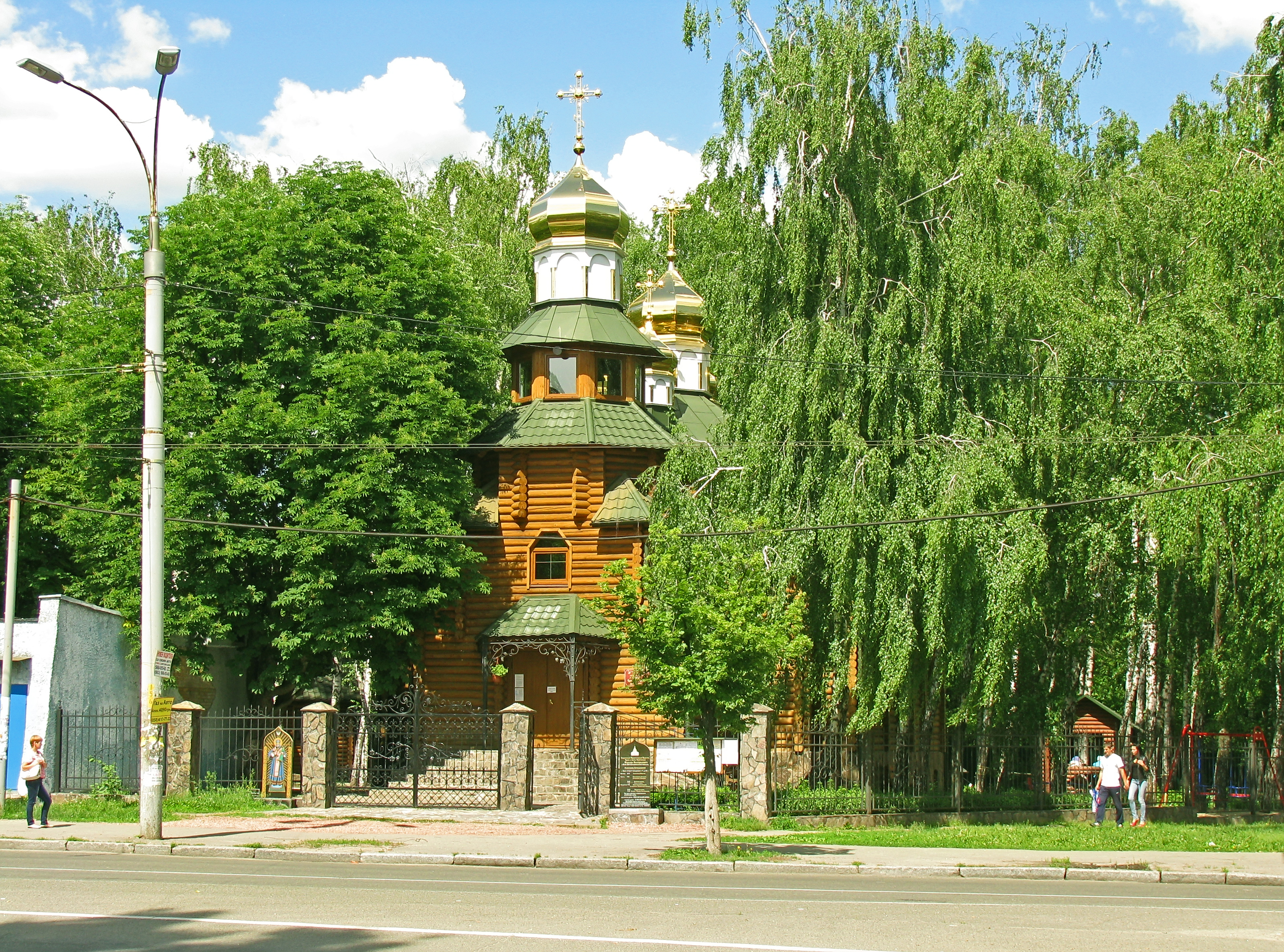
Церковь святого Иоасафа Белгородского, ул. Стеценко, 12 (площадь Валерия Марченко)
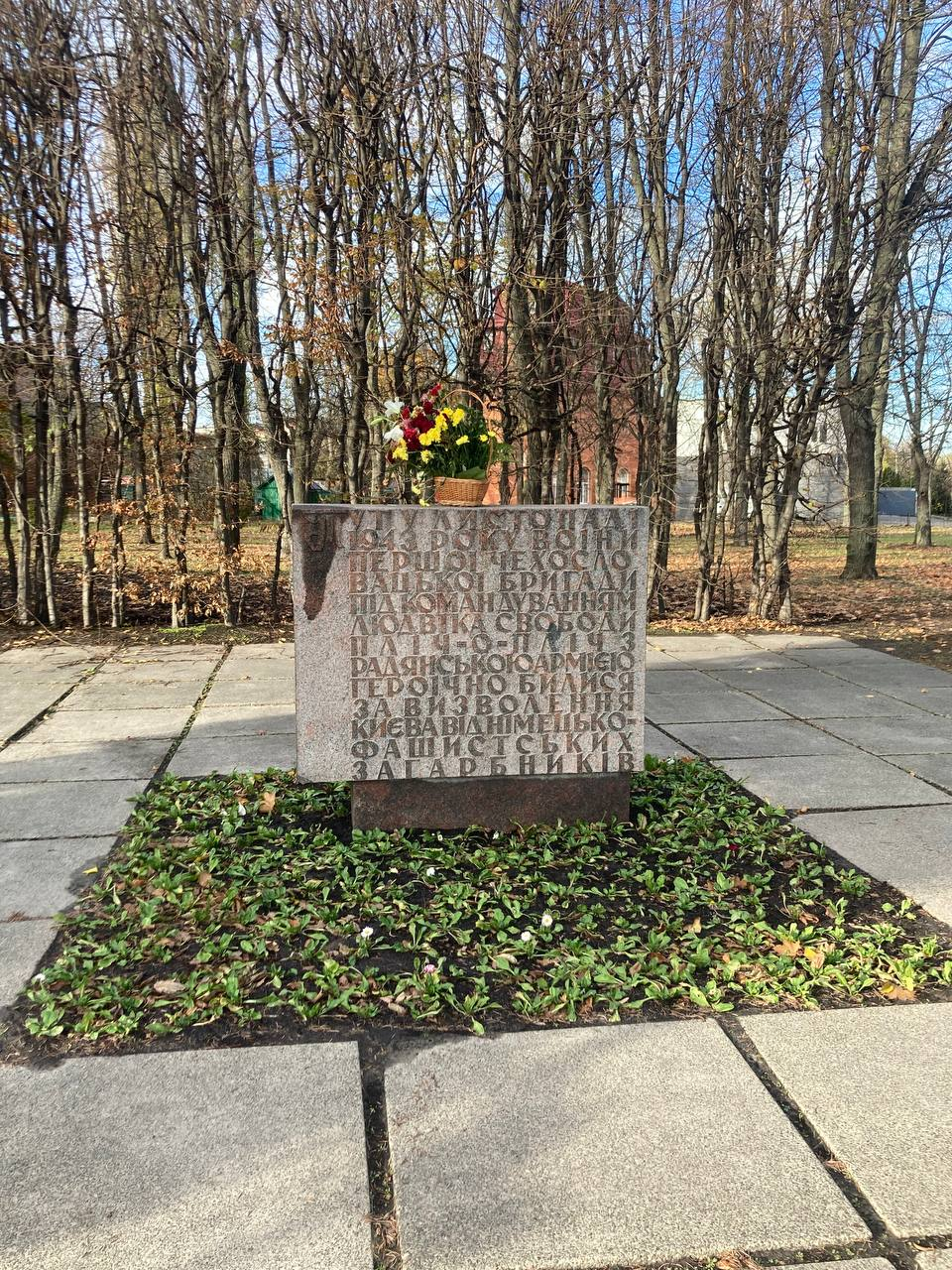
Памятник чехословацким воинам